# Ђоакино Греко
Ђоакино Греко (итал. Gioachino Greco; око 1600. — 1634) је италијански шахиста родом из Калабрије.
Из Италије је кренуо на пут по Француској, Енглеској и Шпанији, где је играо шах и побеђивао све своје противнике. Био је и гост шпанског краља Филипа IV, који је волио шах. На крају је отпутовао у Америку, где га је задесила рана смрт у тридесетчетвртој години.
Истицао се смелим нападима и оригиналним комбинацијама. Сматран је најизразитијим представником италијанске шаховске школе.
У Риму је 1619. — 1625. написао трактат о шаху (Trattato del nobilissimo Giuoco delgi Schachi...), који је штампан постхумно и доживео је многобројна издања на разним језицима.